# Инконтрада, Ванесса
Ванесса Инконтрада (итал. Vanessa Incontrada; род. 24 ноября 1978, Барселона, Испания) — итальянская актриса

, модель, телеведущая.

## Биография
Отец актрисы — итальянец, мать испанка. В 1985 году начала карьеру модели. В 1996 году переехала в Милан, Италия. В 1998 году Ванесса Инконтрада дебютировала в роли телеведущей популярной музыкальной программы на ТВ Италии «Супер». Вскоре стала одной из самых популярных телезвезд. В кино первую роль исполнила в фильме Пупи Авати «Сердце не с тобой». В активе актрисы 7 ролей в итальянском и испанском кино.